# Anioły adorujące Imię Boże (fresk Goi)
Anioły adorujące Imię Boże, Adoracja imienia Chrystusa, Adoracja imienia Bożego – fresk w mniejszym chórze Bazyliki Nuestra Señora del Pilar w Saragossie wykonany przez malarza Francisca Goyę.

## Okoliczności powstania
Fresk Anioły adorujące Imię Boże był częścią projektu przebudowy ogromnej XVII-wiecznej Bazyliki Nuestra Señora del Pilar w rodzinnym mieście malarza, Saragossie. Dekoracja wnętrz przeciągała się, a o zatrudnieniu artystów decydowała komisja budownicza. Goya, który powrócił z Włoch latem 1771 roku, otworzył własny warsztat i szukał okazji do zademonstrowania nabytych umiejętności. Potrzebował także zarobku, gdyż po powrocie zastał chorego ojca, a rodzice i rodzeństwo liczyli na jego wsparcie. O zlecenie na malowidło w łukowatym sklepieniu nad mniejszym chórem (coreto) starał się także starszy Juan Andrés Merklein, ale komisja szukała artysty doświadczonego w technice fresku. Ofertę skierowano do malarza królewskiego Antonia Gonzáleza Velázqueza, który już w 1752 roku malował sklepienie kaplicy Matki Bożej na Kolumnie. Ostatecznie zlecenie otrzymał Goya, korzystając prawdopodobnie z koneksji z aragońskim kolekcjonerem sztuki José Nicolásem de Azarą i malarzem Franciskiem Bayeu. Zaproponował także stosunkowo niską cenę 15 000 reali, podczas gdy González Velázquez oferował namalowanie fresku za 25 000 reali i wymagał pokrycia kosztów podróży z Madrytu. 21 października 1771 roku Goya został wezwany przez komisję, aby zademonstrować znajomość techniki fresku. Z powodzeniem przeszedł próbę, opierając się na doświadczeniu zdobytym we Włoszech i w madryckim warsztacie Francisca Bayeu. Mając do czynienia z debiutującym artystą, komisja zażądała kolorowych szkiców, które miały zostać zatwierdzone przez członków Królewskiej Akademii. Na zebraniu komisji z 27 stycznia 1772 roku odnotowano pochlebne opinie członków komisji, a opinia akademików z Madrytu okazała się zbyteczna. Pracę nad freskiem o pokaźnych rozmiarach 7 × 15 m zakończył przed czasem – jego wykonanie trwało około 4 miesięcy. 1 czerwca 1772 roku kanonik Matthias Allué poinformował komisję, że praca została ukończona.
Sukces i uznanie tego dzieła przyniosły Goi kolejne zamówienia, a także ułatwiły zawarcie małżeństwa z pochodzącą z aragońskiej rodziny artystów Josefą Bayeu, siostrą Francisca Bayeu. W 1780 roku Goya namalował także fresk Matka Boska Królowa Męczenników na jednym ze sklepień bazyliki.

## Opis obrazu

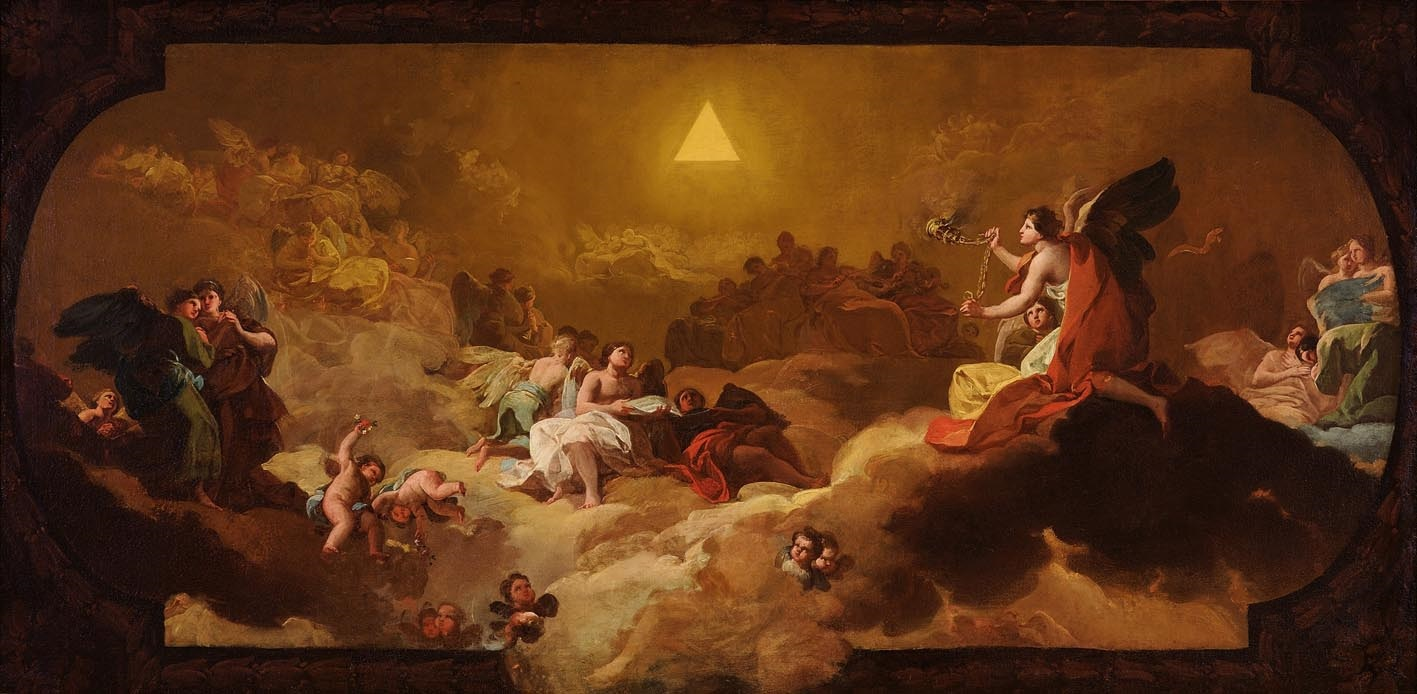
Olejny szkic przygotowawczy, Museo Camón Aznar

Fresk jest utrzymany w stylu włoskiego baroku i opiera się na doświadczeniu zdobytym przez Goyę podczas pobytu we Włoszech. Zastosowana technika przypomina dzieła włoskiego artysty Corrado Giaquinto. Goya mógł znać jego dzieło Jeniec uwolniony z niewoli za sprawą Trójcy Świętej z ołtarza rzymskiego kościoła Trinita degli Spagnoli. Jako nadworny malarz Ferdynanda VI Giaquinto wykonał też liczne dzieła w królewskich pałacach Madrycie, ale Goya prawdopodobnie nie miał do nich dostępu. Atmosfera dzieła nawiązuje do prac Tiepola, uznawanego za mistrza fresku nadwornego malarza hiszpańskich królów. Inne możliwe źródła inspiracji to dzieła Correggia, Pietra da Cortony i Andrei del Pozzo.
Fresk przedstawia liczne anioły unoszące się na pokrytym chmurami świetlistym niebie i adorujące Imię Boże. Zwarte grupy figur otaczają centralne ognisko złotego światła, w którym pojawia się symbol Trójcy Świętej: trójkąt równoboczny, który w tym przypadku przedstawia Imię Boże w języku hebrajskim – tetragram יהוה. Na pierwszym planie po obu stronach dzieła Goya umieścił pary aniołów, podobne do tych, które namalował w 1772 w oratorium pałacu hrabiów de Sobradiel. Anioł po prawej stronie kołysze kadzielnicą, której dym unosi się ku adorowanemu imieniu, kierując ku niemu wzrok widza. Anioł w grupie centralnej trzyma partyturę, symbolizującą niebiański chór. Inne anioły chwalą imię Boże, śpiewając lub grając na instrumentach (skrzypcach, lutniach i trąbkach), co współgra z umiejscowieniem fresku w mniejszym chórze, w pobliżu organów i stalli. Większość figur siedzi na chmurach, niektóre stoją lub klęczą. Wyróżnia się zróżnicowana i precyzyjna fizjonomia postaci. Dwa małe aniołki niosą kwiaty, a w dolnej części kompozycji pojawiają się także grupy skrzydlatych cherubinów.
Dzieło o wymiarach 7 × 15 m ma prostokątny kształt z zaokrąglonymi bokami, które wpisują się w łagodną wklęsłość sklepienia. Goya pierwszy raz malował dzieło wielkoformatowe, na lekko zakrzywionej powierzchni i oglądane z dołu. Zastosował perspektywę sotto in su i rozlokował grupy aniołów na chmurach na różnej wysokości, stopniowo zmniejszając ich rozmiar i wyrazistość, aby otrzymać wrażenie głębi. Kompozycja opiera się na kształcie „X”, którego linie zaznaczone przez grupy postaci wychodzą z rogów prostokąta i przecinają się w środku. Pod względem koloru wyróżnia się żółtawa ochra, typowa dla przedstawienia niebiańskiej świetlistości, a także żółć, intensywne róż i błękit, które wraz z zastosowanym światłocieniem ożywiają dzieło.
W prawym dolnym rogu widoczny jest spory ubytek o owalnym kształcie. Jest to miejsce, w które trafiła jedna z czterech bomb lotniczych zrzuconych na bazylikę przez republikański samolot 3 sierpnia 1936 roku, w czasie hiszpańskiej wojny domowej. Dwie z czterech bomb trafiły bezpośrednio w świątynię, ale żadna nie wybuchła.

## Szkice przygotowawcze
| Szkice głowy aniołów |

Duży szkic przygotowawczy o wymiarach 75 × 152 cm został zaaprobowany przez komisję budowniczą 27 stycznia 1772. Radiografia szkicu wykazała, że Goya usunął część większych postaci z pierwszego planu, aby otworzyć widok na niebiosa, podobnie jak Correggio na sklepieniu Katedry w Parmie. Dokonał także innych zmian widocznych gołym okiem, co dowodzi, że analizował różne warianty bezpośrednio na płótnie szkicu, aż znalazł najbardziej satysfakcjonujący.
Szkic początkowo należał do Juana Martína de Goicoechea, zamożnego kupca i przedsiębiorcy z Saragossy. Odziedziczył go hrabia de Sobradiel, a w 1867 był własnością żony hrabiego de Gabarda. W 1982 należał do Sancha Castro, ok. 1965 stał się własnością historyka sztuki José Gudiola w Barcelonie. Od 2003 znajduje się w Museo Camón Aznar w Saragossie.
W Muzeum Prado i Museo de Zaragoza znajdują się szkice sangwiną przedstawiające inspirowane antycznymi rzeźbami głowy aniołów, które na ostatecznym dziele stoją po lewej stronie kompozycji.